# 沙姆拉伊夫卡 (斯克維拉區)
49°46′19″N 29°49′58″E / 49.77194°N 29.83278°E
沙姆拉伊夫卡（烏克蘭語：Шамраївка）是位於烏克蘭北部的村莊，由基辅州白采爾克瓦區的斯克維拉市鎮負責管轄。該村面積8.37平方公里，海拔高度171米，2023年人口1,540，人口密度每平方公里224.3人。